# Peter Kliemann
Peter Kliemann (* 15. Juli 1930 in Berlin; † 10. Januar 2007 in Frechen-Königsdorf) war ein deutscher Hörfunkprogrammdirektor des Hessischen Rundfunks.

## Leben und Wirken
Als Sohn des Kaufmanns August Kliemann und dessen Ehefrau Johanna Pfitzner legte er in Berlin im Jahre 1948 das Abitur ab. Von 1948 bis 1949 betätigte er sich als Redaktionsvolontär. An der Freien Universität Berlin (FU Berlin) studierte er von 1949 bis 1958 Germanistik und Anglistik. Das Studium beendete er mit der Promotion zum Dr. Phil.
Im Jahre 1958 bis 1961 nahm er die Stellung eines Redakteurs im Feuilleton der Zeitschrift Der Tagesspiegel wahr. Als Lektor betätigte er sich im Jahre 1962 an der FU Berlin und Technischen Universität Berlin.
Ab dem 1. Mai 1962 wurde er Redakteur für Literatur beim Deutschlandfunk in Köln. Im Jahre 1967 wurde er Leiter der Abteilung Literatur mit den Bereichen Literatur, Hörspiel, Feuilleton und Berliner Korrespondenz. Zum Direktor des Kulturellen Programms wurde er am 1. Mai 1974 ernannt. Dabei formte er diesen Bereich so um, dass das Kulturprogramm auch als Informationsprogramm aufgefasst wurde.
Von 1987 bis 1995 war Kliemann Programmdirektor des Hessischen Rundfunks.
Peter Kliemann gilt als entschiedener Vertreter des öffentlich-rechtlichen deutschen Hörfunks.
Seit 1964 war er mit Annelore Braun verheiratet. Die gemeinsame Tochter kam 1967 zur Welt.
Kliemann starb 2007 im Alter von 76 Jahren. Seine Grabstätte liegt auf dem Kölner Melaten-Friedhof.

## Schriften
- Literatur im Rundfunk, 1967
- Der Sortimentsbuchhandel der Zukunft, Köln 1968

## Auszeichnungen
- 1973: Friedrich-Perthes-Preis des Börsenvereins des Deutschen Buchhandels

## Referenzen
- Walter Habel, Wer ist wer?, Lübeck 1993
- Anzeigen in der FAZ vom 13. Januar 2007
- Nachruf des Hessischen Rundfunks